# Vicky Leandros
Vicky Leandros (grško: Βίκυ Λέανδρος, rojena kot Vasiliki Papathanassiou) nemško-grška pevka in političarka; * 23. avgust 1949 ), Paleokastritsa, otok Krf, Grčija.

## Življenjepis
S podporo svojega očeta, Leandrosa Papathanassiouja, ki je bil pod nadimkom Leo Leandros v Grčiji in Nemčiji priznan glasbenik, je tudi Vicky zaslovela kot uspešna pevka v obeh državah. Njeni starši so se preselili v Nemčijo, ko je bila sama še otrok in prvih pet let svojega življenja je preživela v Grčiji pri svoji babici, leta 1958 pa so starši tudi njo vzeli s seboj v Nemčijo. Obiskovala je baletno in pevsko šolo ter učenje igranja kitare.
Že njen prvi singel, Messer, Gabel, Schere, Licht (1965), je postal v Nemčiji uspešnica. Leta 1967 je zastopala Luksemburg na Pesmi Evrovizije ter s pesmijo L'Amour est bleu zasedla 4. mesto. Po več uspešnicah v Evropi in Ameriki je leta 1972 ponovno zastopala Luksemburg na evrovizijskem izboru ter s pesmijo Après toi zasedla 1. mesto; evrovizijska zmaga ji je prinesla velik komercialni uspeh. Pesem je bila v različnih jezikih prodana v več kot 5,5 milijonih primerkov. Tudi v nadaljnjih letih je Vicky Leandros izdajala pesmi, ki so postale veliki hiti ter nastopala v številnih televizijski oddajah. V 80. letih je njena kariera nekoliko mirovala, a je bila Leandrosova ves čas prisotna na glasbeni sceni. Leta 1998 je požela velik uspeh z nemško priredbo pesmi My Heart Will Go On iz filma Titanik - nemški naslov se glasi Weil mein Herz Dich nie mehr vergisst.
Leta 2000 je izdala prvi album s svojimi skladbami in ga poimenovala Jetzt. Leta 2003 je sledil album s pesmimi, ki jih je napisal Mikis Theodorakis. Leta 2006 se je udeležila nemškega predizbora za Pesem Evrovizije, vendar je zmagala skupina Texas Lightning.
Ima tri otroke - sina Leandrakija iz prvega zakona ter hčer Sandro in sina Milana iz zakona z Ennom Freiherrjem von Ruffinom. Enno Freiherr von Ruffin se je spomladi leta 2005 s pevko razšel.

### Politična dejavnost
Leta 2006 ji je nemški politik iz stranke CDU, Friedbert Pflüger, ponudil mesto senatorke za kulturo v njegovem kabinetu, a je ponudbo odklonila zaradi nadaljevanja svoje turneje. Kot kandidatko za kulturno senatorko so jo v Hamburgu omenjali že leta 2001.
Oktobra 2006 je v Grčiji na občinskih volitvah v mestu Pirej kandididirala na listi socialdemokratske stranke PASOK ter dobila mandat. 16. septembra 2007 je z isto stranko kandidirala tudi na parlamentarnih volitvah, vendar ni bila izvoljena v parlament.